# Agrostología

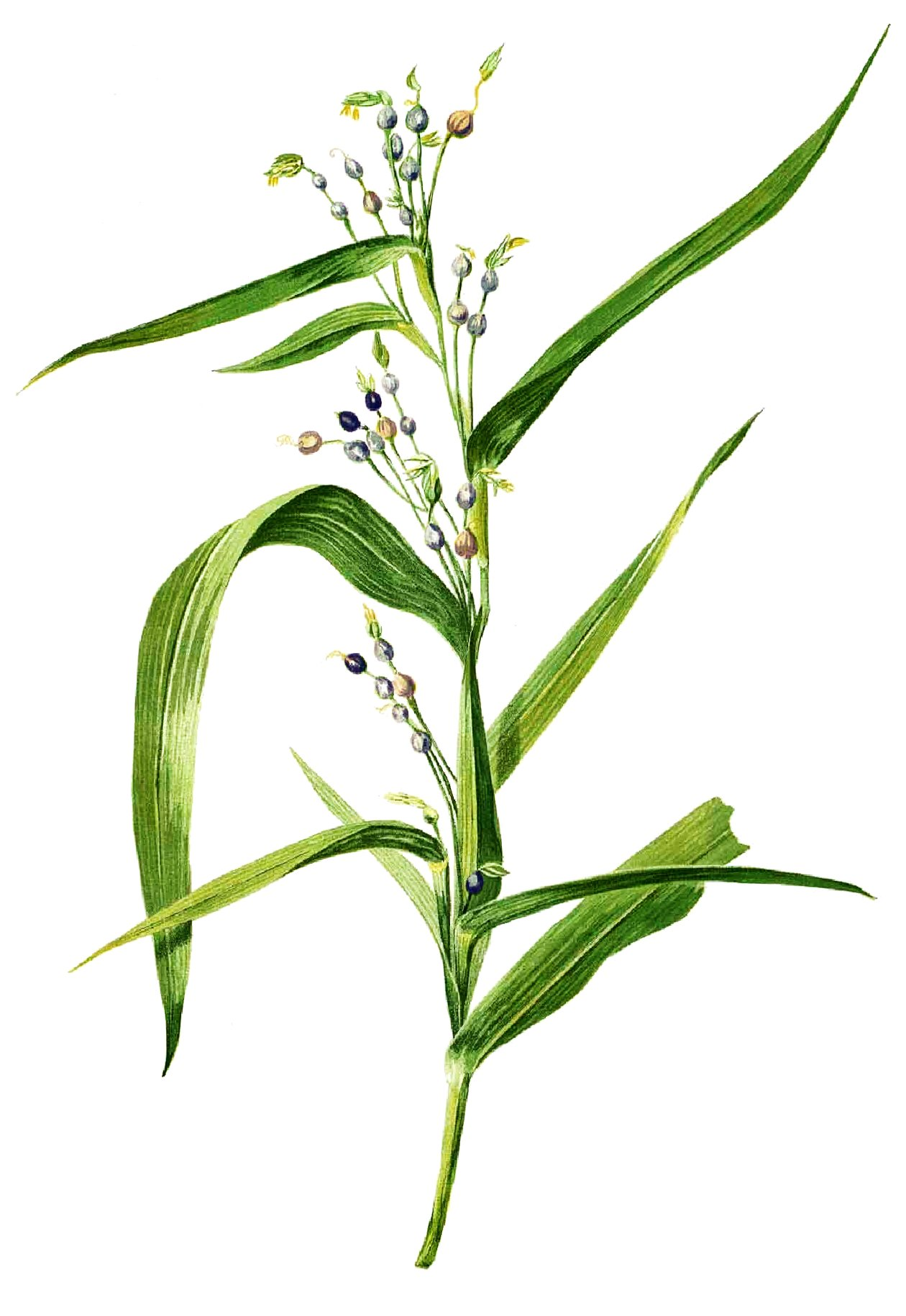

La agrostología (del griego ἄγρωστις, tipo de hierba y -λογία, -logia), a veces llamada graminología es una rama de la Botánica que se dedica al estudio científico de las gramíneas. Típicamente abarca las gramíneas verdaderas (familia Poaceae), así como las especies de apariencia herbácea de la familia Cyperaceae, Juncaceae y Typhaceae. A este tipo de plantas se las conoce también como graminoides.
Esta ciencia tiene gran importancia en el mantenimiento de las praderas tanto silvestres como cultivadas, en la agricultura (cultivos de arroz, maíz, caña de azúcar y trigo, además de pastos para alimentación animal), horticultura urbana y medioambiental, manejo y producción de césped y tepes, ecología y conservación. 
A los especialistas que estudian esta ciencia se les denomina agrostólogos. 